# AIM-47 (ミサイル)
AIM-47 ファルコン
YF-12の兵器倉に搭載されようとしているAIM-47
- 用途：対空迎撃
- 分類：空対空ミサイル
- 製造者：ヒューズ
- 運用者：アメリカ（アメリカ空軍）
- 初飛行：1961年8月（地上発射）
- 生産数：80発
- 運用状況：量産前生産で終了

AIM-47 ファルコン（英: Falcon）は、1958年にヒューズによってAIM-4ファルコン空対空ミサイルの長射程発展型として開発された空対空ミサイルである。開発当初の名称はGAR-9である。AIM-47は、新型のヒューズAN/ASG-18レーダー/火器管制システムと組み合わされ、XF-108 レイピア迎撃戦闘機を武装することを目的としていた。

## 開発経緯
GAR-9は、アメリカ空軍のLRI-X要求に基づいて計画された兵装システムの一部であり、当初は火器管制システムがXY-1、空対空ミサイルがGAR-Xと呼ばれていた。GAR-Xは高性能炸薬弾頭又は核弾頭を搭載することを想定されていた。火器管制システムにAN/ASG-18、ミサイルにGAR-9という制式名称が割り当てられたのは1958年4月のことである。XF-108がその搭載母機として選定されたが、その時点でXF-108の実機が存在しなかった（結局最後まで飛行可能な実機が造られることはなかった）ため、ヒューズは兵装システムを試験するための機体を探す必要があった。最初はこれをXF-103としたが実現せず、B-58 ハスラー爆撃機を使用することにした。GAR-9の試射は地上発射が1961年8月、改修されたB-58からの空中発射が1962年5月から開始された。

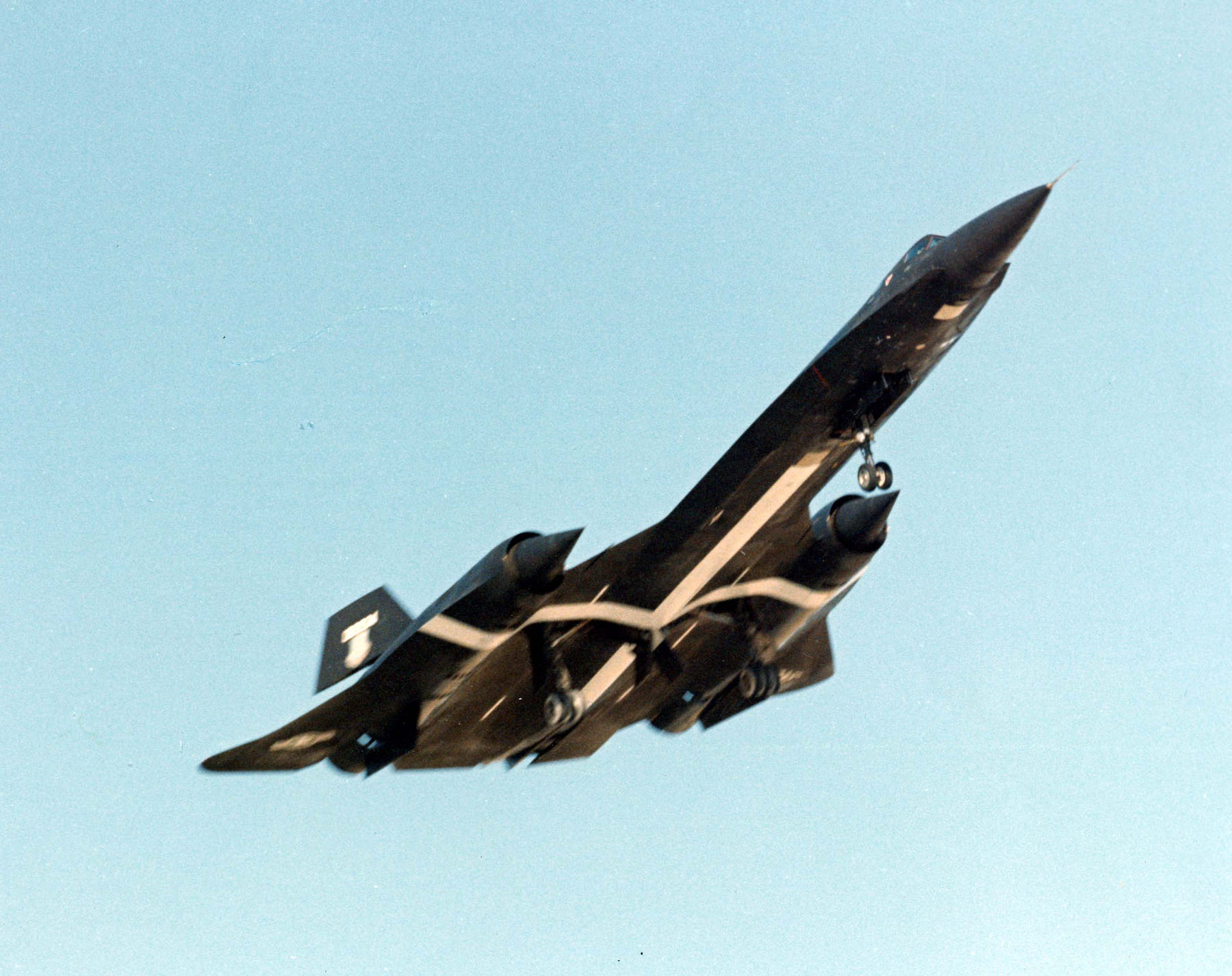
離陸直後のYF-12

F-108の開発は1959年9月23日に正式に中止されたが、AN/ASG-18とGAR-9の開発はその後も継続することが決定され、ミサイルは1962年の名称整理に伴う命名規則の変更によりAIM-47に改名された。F-108が開発中止になったため、AN/ASG-18とAIM-47の兵装システムは、ロッキードが1960年からCIAのA-12 OXCART偵察機の派生機として開発していたYF-12迎撃戦闘機に搭載されることになった。YF-12はXF-108と同じように胴体に兵器倉を持っていたが、XF-108のものよりも小さく、そのままではXAIM-47Aが搭載できなかった。このため、弾体を短縮し、折り畳み式の翼を持たせたAIM-47Bが造られ、これを3発搭載することにした。YF-12の兵器倉は4つあるが、このうち1つは大型化してしまった火器管制システムを搭載するためのスペースに使われてしまったため、3発までしか搭載できなかった。YF-12A試作機から行われたAIM-47の13回の試射のうち、12回が目標に命中した。ただ1回命中しなかったものは、ミサイルの電源の故障と判断された。最後のAIM-47は、マッハ3.2、高度22,677 m（74,400 ft）で飛行しているYF-12から、地上500 ft（152 m）のQB-47標的ドローンに対して発射された。F-12プログラムもまた1966年までに中止されたが、ヒューズは量産前生産で約80発のAIM-47を製造した。また、その技術がアメリカ海軍のAIM-54 フェニックスの開発に活かされ、AN/ASG-18も後のAN/AWG-9火器管制レーダーの基礎となった。

## 特徴
AIM-47（GAR-9）は当初、液体燃料ロケット・エンジンで推進され、マッハ6で飛行すること、約210 km（130 mi）の射程を有すること、及び高性能炸薬弾頭又は核弾頭を選択して搭載できることを想定されていた。AIM-47に搭載するためのW42核弾頭（0.25 kt）が研究されたが、1958年に中止され実現には至らなかった。その代わりに大型の45 kg（100 lb）高性能炸薬弾頭を搭載することになった。
推進装置はマッハ6まで加速できるエアロジェット・ジェネラルXM59固体燃料ロケット・モーターが当初予定されたが、このロケット・モーターには問題があったため、XM59よりも推力が小さくマッハ4までの加速が得られるロッキードXSR13-LP-1固体燃料ロケット・モーターと入れ替えられることになった。しかしながら、最終的にAIM-47の射程は当時としては驚異的な160 km（100 mi）となった。
AIM-47はセミアクティブ・レーダー誘導（SARH）で発射され、自動操縦によってあらかじめプログラムされた目標域へ飛行するが、必要に応じて発射航空機から提供される中間誘導段階における進路更新を受信できる。116 km（63 nm）の距離で9.3 m2（100 ft2）の目標をロックオンすることができるシーカーヘッドを持っていたが、終末誘導段階での精度に問題があったためにセミアクティブ・レーダー誘導に加えてアクティブ・レーダー又は赤外線誘導のどちらかを選択できるデュアル・シーカーが研究・開発された。しかし、これによってミサイルの直径が2インチ大きくなり、重量が82 kg（180 lb）増えてしまうためにF-108の全ての兵器倉の再設計が必要になってしまい、デュアル・シーカーの搭載は断念された。

## 仕様
出典：Designation-Systems.Net

### XAIM-47A
- 全長： 3.82 m （12 ft 6.5 in）
- 翼幅： 83.8 cm （33 in）
- 直径： 34.3 cm （13.5 in）
- 発射重量： 371 kg （818 lb）
- 速度： M 4
- 射程： 160+ km （100+ mi）
- 機関： ロッキード XSR13-LP-1 固体燃料ロケット・モーター
- 弾頭： 45 kg （100 lb） 高性能炸薬

### AIM-47B
- 全長： 3.82 m （12 ft 6.5 in）
- 翼幅： 83.8 cm （33 in）
- 直径： 33.0 cm （13.0 in）
- 発射重量： 363 kg （800 lb）
- 速度： M 4
- 射程： 160+ km （100+ mi）
- 機関： ロッキード XSR13-LP-1 固体燃料ロケット・モーター
- 弾頭： 45 kg （100 lb） 高性能炸薬